# Frank Kazenbroot
F.H. (Frank) Kazenbroot O.Praem. (Schiedam, 4 maart 1958) is een Nederlands theoloog en norbertijn.

## Levensloop
Kazenbroot werd op vijftienjarige leeftijd getroffen door de muziek van Leonard Cohen en hij werd naar eigen zeggen geroepen door God. Hij is hierna theologie gaan studeren en trad in als norbertijn bij de Abdij van Berne. Vervolgens deed hij een opleiding Postdoctorale Vorming Pastoraat PVP en volgde trainingen voor het justitiepastoraat.
Kazenbroot was medio jaren negentig theoloog in centrum de Vuurdoop in Tilburg en vervolgens vormingswerker in de Abdij van Berne. In 2009 werd hij namens het Bisdom Rotterdam justitiepastor in gevangenis De Schie in Rotterdam. Van 2019 tot 2024 was hij geestelijk verzorger in het HagaZiekenhuis in Zoetermeer. Hij bracht tevens ook twee boeken uit, waaronder een over het leven van Leonard Cohen.

## Publicaties
- (2003) Het is als een spiegel, de Regel van Augustinus. ISBN 9789076242552
- (2024) Wees lief voor deze ziel. Veertig vensters op Leonard Cohen. ISBN 9789493279964

- Gemeinsame Normdatei: 118146952X
- International Standard Name Identifier: 0000 0003 8723 7619
- Nederlandse Thesaurus van Auteursnamen: 075017725
- Virtual International Authority File: 280100749